# Therapie der Gegenwart: Monatsschrift für praktische Medizin
Die Therapie der Gegenwart: Monatsschrift für praktische Medizin war eine deutsche medizinische Fachzeitschrift, die monatlich von 1895 bis 1993 (mit Unterbrechungen) im Verlag Urban & Schwarzenberg erschien.